# Oglinzi malefice
Oglinzi malefice (Mirrors) este un  film splatter de groază scris și regizat de Alexandre Aja. Scenariul a fost rescris pe baza unui scenariu inițial de Joe Gangemi și Jim Uhls, și revizuit de Michele și Kieran Mulroney.
A fost produs în Statele Unite ale Americii de studiourile Regency Enterprises[*] și a avut premiera la 30 octombrie 2008, fiind distribuit de InterCom[*]. Coloana sonoră este compusă de Javier Navarrete[*]. Cheltuielile de producție s-au ridicat la 35.000.000 de dolari americani. Filmul a avut încasări de 77.488.607 dolari americani.
Filmările au avut loc la București.

## Distribuție
- Kiefer Sutherland - Ben Carson
- Paula Patton - Amy Carson
- Amy Smart - Angela "Angie"  Carson
- Cameron Boyce - Michael "Mikey" Carson
- Arika Gluck - Daisy Carson
- Mary Beth Peil - Anna Esseker
- John Shrapnel - Lorenzo Sapelli
- Jason Flemyng - Det. Larry Byrne
- Tim Ahern - Dr. Morris
- Julian Glover - Robert Esseker
- Josh Cole - Gary Lewis
- Ezra Buzzington - Terrence Berry
- Aida Doina - Rosá